# Háim Weizmann
Háim Ázriel Weizmann (héberül: חיים־עזריאל ויצמן Cháim Ázriel Vájcman; Motal, Orosz Birodalom, 1874. november 27. – Rehovot, Izrael, 1952. november 9.) cionista vezető és izraeli politikus, a Cionista Világszövetség elnöke, majd 1949. február 17. és 1952. november 9. között (haláláig) a függetlenedett Izrael állam első elnöke.

## Élete
Az Orosz Birodalom letelepedési övezetében épült Motal faluban született egy jómódú zsidó fakereskedő harmadik gyermekeként — testvérei:
- Maria (Masha) Weizmann,
- Anna (Anushka) Weizmann,
- Moshe Weizmann és
- Shmuel Weizmann.

Apja a környéken kivágott fákat tutajoztatta a Visztulán a danzigi fűrésztelepekhez. Tizenegy éves koráig a helyi hagyományos zsidó iskolában, a héderben tanult, majd szülei Pinszkbe küldték. 
Tizennyolc évesen apja egyik tutaján lehajókázott Kelet-Poroszországba. 1894-től a németországi Darmstadtban folytatta tanulmányait. Két év múlva Berlinbe költözött, ahol kémiát tanult a Műszaki Főiskolán.  1897-ben Svájcba költözött és a Fribourgi Egyetemen tanult; ott is doktorált 1899-ben szerves kémiából.
Hamarosan megvásárolta egy találmányát a Bayer AG, és ettől fogva nem kellett napi anyagi gondokkal küzdenie.
1901-től tanított segédtanárként a Genfi Egyetemen (Université de Genève), majd „rendes” tanárként 1904-től a Manchesteri Egyetemen (Victoria University of Manchester). Itt kezdett aktív kutatómunkába ifj. William Henry Perkin irányításával

## A cionista mozgalomban
Kora gyermekkorától érdekelte az európai zsidóság helyzete és jövője. Még csak tizenegy éves volt, amikor egy levelében már azt prognosztizálta, hogy „a világ uralkodói és nemzetei” nyíltan a zsidó nép vesztére fognak törni, és ez a nép egyedül Angliától remélhet segítséget ahhoz, hogy visszatérhessen ősei földjére, Palesztinába, és ott újra naggyá válhasson.
1901-től fogva Weizmann részt vett a cionista mozgalom tevékenységében, Martin Buberrel és Berthold Feiwellel közösen egy palesztinai tudományos intézmény létrehozásáért lobbizva, melyet végül 1912-ben fel is állítottak Haifában. Miután 1904-ben Manchesterbe költözött, felvette a kapcsolatot Arthur Balfour korábbi brit miniszterelnökkel, aki támogatásáról biztosította Weizmannt egy független zsidó állam létrehozásával kapcsolatban. 
1917-ben az Egyesült Királyság Cionista Szövetségének elnöke lett, ebben a tisztségében fontos szerepe volt az ún. Balfour-nyilatkozat kiadásában, mely az Egyesült Királyság támogatásáról biztosította a cionista mozgalmat egy palesztinai zsidó állam létrehozásában. Erre alapozva a cionisták nagyszabású kolonizációs programba kezdtek Palesztina területén, ami heves ellenállást váltott ki a helyi arab lakosság körében. A konfliktusok elsimítása érdekében került sor a Fejszál–Weizmann-egyezmény megkötésére, amely arab–zsidó együttműködést körvonalazott egymás független államainak megteremtésében a Közel-Keleten.
1920-ban Weizmannt a Cionista Világszövetség elnökévé választotta, ezt a tisztséget első ízben 1931-ig töltötte be, majd 1935-ben újraválasztották tisztségére. 1936-ban Dávid Ben-Gúriónnal közösen egy memorandumot küldött Stanley Baldwin brit miniszterelnöknek, amelyben felvetette Palesztina felosztását egy független zsidó és egy arab államra, de a miniszterelnök elutasította a tervezetet. A második világháború alatt az ő javaslatára hozták létre a Zsidó Brigádot, mely az Egyesült Királyság haderejének kötelékében harcolt. 
Weizmann 1946-ban lemondott a Cionista Világszövetség vezetéséről, de miután 1948. május 14-én létrejött a független Izrael, 1949 februárjában megválasztották az ország államelnökévé. Tisztségét haláláig, 1952. november 9-ig töltötte be. Saját házának kertjében temették el.

## Családja
Háim Weizmann 1906-ban vette feleségül a Németországhoz tartozó Zoppotban (ma Sopot, Lengyelország) Vera Hatzman doktornőt, házasságukból két fiú született. Kisebbik fiuk, Michael Oser Weizmann a második világháború idején az Egyesült Királyság légierőjének kötelékében szolgált, hadnagyi rendfokozatban, 1942-ben egy bevetésen vesztette életét. 
Háim Weizmann unokaöccse, Ézer Weizmann is betöltötte Izrael államelnökének tisztségét, 1993–2000 között.

## Magyarul megjelent művei
- Chaim Weizmann: A zsidó nép és Palesztina; ford. Osztern Lipót; Magyar Zsidók Pro-Palesztina Szövetsége, Bp., 1937